# Irena Martínková
Irena Martínková (* 19. September 1986 in Kolín, Tschechoslowakei) ist eine ehemalige tschechische Fußballspielerin. 2003 spielte sie erstmals für die A-Nationalmannschaft. Sie ist die Zwillingsschwester der tschechischen Rekordnationalspielerin Lucie Martínková.

## Karriere

### Vereine
Martínková spielte gemeinsam mit ihrer Zwillingsschwester Lucie mit Ausnahme einer zweijährigen Vereinszugehörigkeit zum  beim schwedischen Erstligisten KIF Örebro hauptsächlich bei Sparta Prag. Beide bestritten für den Verein je insgesamt 20 Spiele in der UEFA Women’s Champions League. Bestes Ergebnis war für sie das Erreichen des Achtelfinales 2010/11, 2011/12, 2012/13 und 2017/18.

### Nationalmannschaft
Im Mai 2002 kamen die Zwillinge in einem Freundschaftsspiel gegen Belgien zu ihrem einzigen Einsatz in der U17-Nationalmannschaft, wobei Irena per Strafstoß das Tor für die Tschechinnen bei der 1:4-Niederlage erzielte. Fünf Monate später bestritten beide gegen Italien ihr erstes Spiel für die U19-Nationalmannschaft, wobei Lucie jedoch nach nur einer Minute ausgewechselt wurde. 2003 hatten dann beide elf bzw. zehn Einsätze bestritten, u. a. in der zweiten Qualifikationsrunde zur Europameisterschaft 2003 im April, wo sie als Dritte die Endrunde verpassten, und im September in der ersten Qualifikationsrunde zur Europameisterschaft 2004, wo sie als Dritte die zweite Runde verpassten. Dazwischen hatten beide ihren ersten Einsatz in der A-Nationalelf. Im ersten Qualifikationsspiel zur EM 2005 am 8. Juni 2003 gegen die Nationalmannschaft der Ukraine wurde Irena in der 76. Minute und Lucie zur zweiten Halbzeit eingewechselt. Es blieb 2003 ihr einziger gemeinsamer Einsatz in der A-Elf, Irena kam noch zu einem weiteren Länderspiel und Lucie zu drei Einsätzen 2003. 2004 und 2005 spielten dann beide sowohl noch für die U19 als auch die A-Elf, dann aber wieder – bis auf ein Spiel – gemeinsam. 2005 hatten sie fünf Spiele gemeinsam in der A-Elf, einmal wurde nur Irena eingesetzt. In den nächsten Jahren hatte Lucie dann immer mehr Einsätze und bestritt am 7. November 2019 gegen die Nationalmannschaft Aserbaidschans als erste Tschechin ihr 100. A-Länderspiel, während Irena bis dahin bislang 75 A-Länderspiele bestritten hatte. Ein großes Turnier konnten sie bisher nicht erreichen. In der Qualifikation zur EM 2005 und 2009 scheiterten sie in den Play-offs jeweils an der Nationalmannschaft Italiens, danach konnten sie erst wieder in der Qualifikation für die EM 2022 die noch ausstehenden Playoffs erreichen. In den Qualifikationen für die WM 2007 und 2011 nahmen sie mit ihrer Mannschaft jeweils Platz 2 hinter der Nationalmannschaft Schwedens ein, aber nur die Schwedinnen qualifizierten sich direkt oder spielten in den Play-offs. Im weiteren Verlauf belegte ihre Mannschaft jeweils den dritten Platz.

## Erfolge
Nationalmannschaft
- Slavic-Cup Finalist 2013

Sparta Prag
- Tschechischer Meister 2010, 2011, 2012, 2018, 2019
- Tschechischer Pokalsieger 2012, 2017, 2018, 2019

## Anmerkung / Einzelnachweise
1. ↑  Spiele und Tore ab der Saison 2020/21
2. ↑  Česká republika 1:4 (0:2) Belgie
3. ↑  Itálie 0:1 (0:1) Česká republika
4. ↑  Ukrajina 1:1 (1:0) Česká republika

| Personendaten    | Personendaten                 |
| ---------------- | ----------------------------- |
| NAME             | Martínková, Irena             |
| KURZBESCHREIBUNG | tschechische Fußballspielerin |
| GEBURTSDATUM     | 19. September 1986            |
| GEBURTSORT       | Kolín, Tschechoslowakei       |